# Château Labastidié

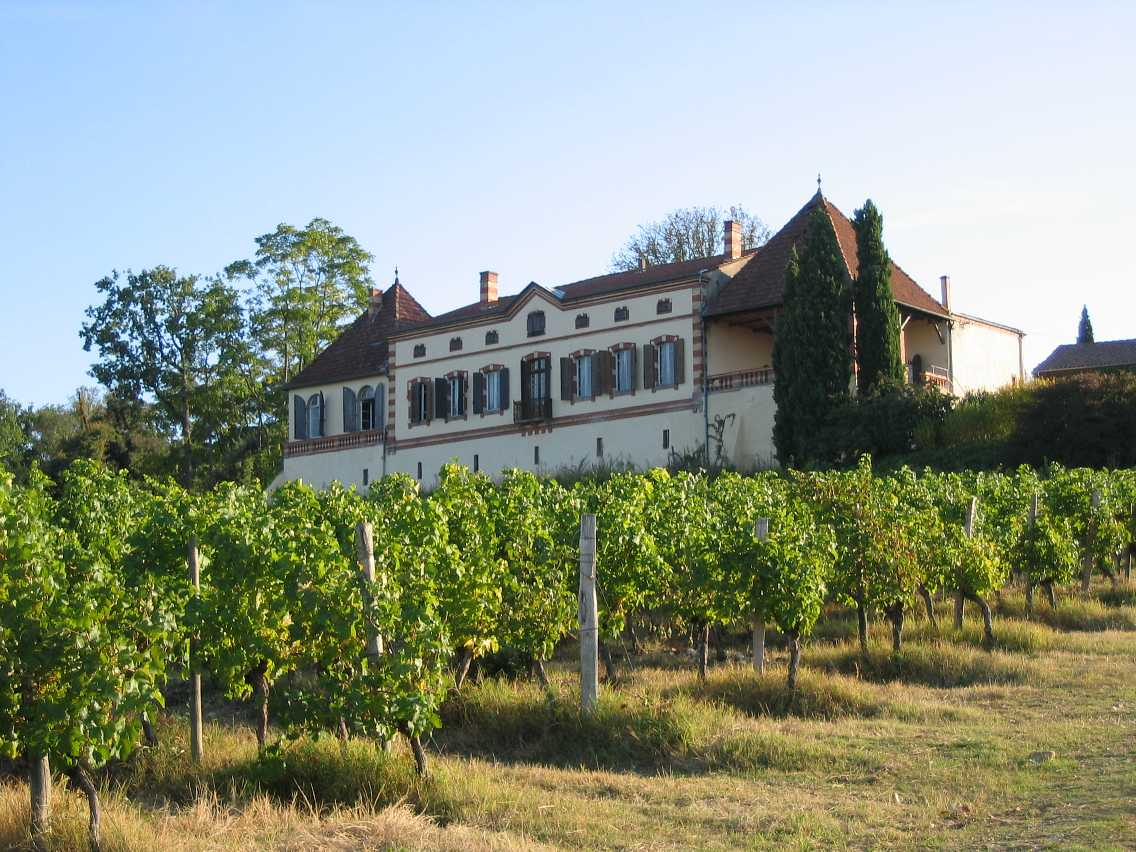
Château Labastidié

Le château Labastidié  est un domaine viticole, qui appartient depuis 1990 aux membres du Conseil des échansons de France, une confrérie bachique qui a pour mission la promotion et la défense des Appellations d’Origine françaises, aussi bien en France qu’à l’étranger. Son siège se situe au musée du Vin de Paris.

## Localisation
Le Château Labastidié est situé en France sur la commune de Florentin dans le Tarn (Occitanie), au sommet d’une colline dominant la vallée du Tarn. Il est entouré d'un parc et de 78 hectares de vignes cultivées en appellation d'origine contrôlée (AOC) Gaillac.

## Historique et patrimoine

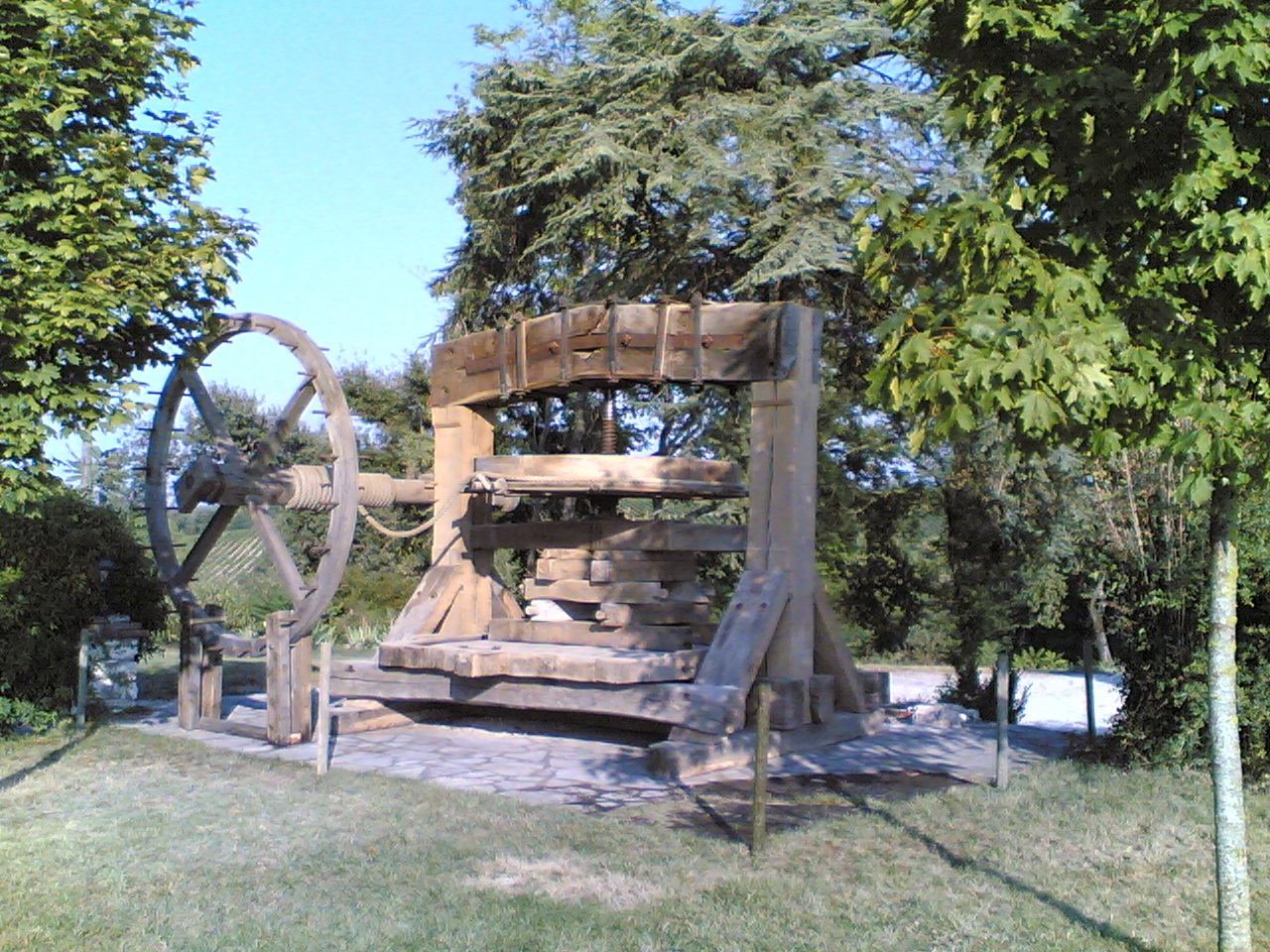
Pressoir à perroquet du Château Labastidié - collection Musée du Vin Paris

Le château ainsi que son ancienne cuverie et ses premiers chais ont été construits au milieu du XIXe siècle. Plusieurs des arbres de son parc sont aujourd'hui centenaires[réf. nécessaire].
Le grand salon et le salon Braucol ... À compléter
Au château Labastidié est exposé un des derniers pressoirs à perroquet présent en France comme en témoigne l'inventaire de la direction régionale des Affaires culturelles de Bourgogne datant de décembre 2004.
Le pressoir à perroquet fut utilisé de la fin du XVIe jusqu’à la fin du XIXe siècle environ. Cette machine viticole rare est une pièce monumentale qui appartient à la collection du musée du vin de Paris - Conseil des Échansons de France.

## Le terroir
Le vignoble gaillacois a été planté au siècle d'Auguste par les légions romaines, et développé par les moines de l'abbaye Saint-Michel de Gaillac à partir de l'an 972. Après l'étude et la datation de plusieurs poteries multimillénaires, Roger Dion et Marcel Lachiver, historiens du vin, considèrent tous deux, respectivement en 1959 et en 1988, que "Gaillac possède l'un des plus anciens vignobles de France".
Au château Labastidié, une dizaine de cépages se partagent les coteaux argilo-calcaires de la rive gauche du Tarn dont le sous-sol est profond et bien drainé par la présence en profondeur de plusieurs mètres de sables, galets et graviers appelés graves. Ce terroir donne des vins rouges puissants, charpentés et structurés marqués par les arômes de fruits noirs et d'épices. Quant aux blancs, moins puissants, eux sont très fins et subtils.

## Encépagement du vignoble
Pour l'élaboration :
- des vins rouges AOC : syrah, duras, gamay, braucol, cabernet sauvignon, cabernet franc, merlot ;
- des vins rosés : duras ;
- des vins blancs AOC : loin de l'œil (aussi appelé l'en de l'el), sauvignon, muscadelle ;
- du Dom Gonzague (méthode gaillacoise ancestrale) : mauzac.

## Vins et récompenses du Château Labastidié
- Château Labastidié, AOC gaillac blanc
- Château Labastidié, AOC gaillac rouge
- Loin de l'œil, Près du cœur, AOC gaillac perlé
- Loin de l'œil, Près du cœur, AOC gaillac doux
- Dom Gonzague, Cellérier, AOC gaillac brut

## Aujourd'hui
En plus de la vente des vins du domaine, le Château Labastidié sert régulièrement à l'organisation d'évènements internationaux ou privés. Il abrite l’École internationale du vin qui organise divers types d’animations œnologiques : festives (vendanges à l'ancienne avec cheval de trait, charrette, fouloir et pressoir ancien), ludiques, événementielles, studieuses, stages et séjours. Il propose également des cycles de formation professionnelle destinés aux professionnels de la restauration et de l’hôtellerie (cuisine et salle), du vin (cavistes, commerciaux).

## Le Château Labastidié dans les médias nationaux
Le 18 juillet 2007, la vaste étendue du domaine du Château Labastidié a permis d'accueillir une étape du tournage du jeu télévisé "La Carte aux trésors" de France 3.